# بنت هانسن
بنت هانسن (انگلیسی: Bent Hansen؛ زادهٔ ۲۱ اکتبر ۱۹۳۲) دوچرخه‌سوار اهل دانمارک است.